# 聲優廣播的幕前幕後
《聲優廣播的幕前幕後》是日本作家二月公所著的輕小說系列，由擔綱插畫，由2020年2月起經電擊文庫出版。第26屆（2019年）電擊小說大獎得獎作品。截至2022年5月，系列累積發行超過20萬本。
由卷本梅實作畫的漫畫於2020年3月27日至2021年7月27日連載於漫畫雜誌《電擊魔王》，其後於2024年2月號至2025年6月號再次連載，第28話起改在《ComicWalker》連載。小說有聲書由「ListenGo by dwango.jp」推出，第1至4卷分別於2021年9月、2021年12月、2022年4月和2022年5月推出，聲優豐田萌繪和伊藤美來輪流擔任有聲書的旁白，其中豐田負責第1卷和第3卷；伊藤負責第2卷和第4卷。朗讀劇於2022年4月24日上演，豐田和伊藤參演。改編電視動畫於2024年4月至6月播放，動畫製作公司為SILVER LINK.旗下的製作組CONNECT。

## 故事概要
歌種夜澄（佐藤由美子）和夕暮夕陽（渡邊千佳）是就讀同一間高中的同班同學，也是在聲優行業裏工作了幾年的新人偶像聲優。兩人本身沒有私交，也不知道對方在當聲優。不過，兩人的經紀人知道兩人同校後，策劃了一檔廣播節目《夕陽與夜澄的高中生廣播！》，讓兩人分享在學校裏的生活。兩人身為偶像聲優，歌種在人前扮演清純美人，而夕暮則是可愛開朗的女孩。在私下，佐藤卻是個打扮花俏的辣妹，而渡邊則是個樸素的陰沉女孩。性格相反的兩人在節目外常常拌嘴，在節目內卻要維持友好關係。

## 登場角色
歌種夜澄／佐藤由美子（聲：伊藤美來）
本名「佐藤由美子」，以「歌種夜澄」為藝名。隸屬於巧克力布朗尼藝能事務所的新人聲優。平時喜歡打扮成辣妹。父親因事故去世，現在和在小吃店工作的母親住在她母親的家中。擅長做菜。在經歷了現實形象曝光、隱退賭約等一系列事件後，在聲優演繹的道路上變得更加努力。
夕暮夕陽／渡邊千佳（聲：豐田萌繪）
本名「渡邊千佳」，以「夕暮夕陽」作為藝名的新人聲優。隸屬於藍王冠藝能事務所的聲優。佐藤由美子的同班同學，在學校裡保持安靜並不引人注目。喜歡機械人動畫《鐵之Code·R》。因为父母离婚，現在和身為律師的母親住在高樓公寓里，可是因工作關係千佳母親經常晚歸，所以千佳會經常一個人在家。
櫻並木乙女（聲：長谷川育美）
歌種夜澄的聲優前輩，憑藉著美麗的容貌與紮實的演技的人氣聲優。對後輩有不抱理由的温柔性格。因過去與夜澄的共演關係，而被夜澄稱呼為「姐姐」。與柚日咲芽玖瑠同期出道。和渡邊千佳、佐藤由美子因作品配音的原因，而組成了三人聲優偶像團體。
柚日咲芽玖瑠（聲：東山奈央）
和夕暮夕陽隸屬相同經紀公司的聲優前輩。真名姓「藤井」，談話風格平穩和MC而被器重的實力派人才。與櫻並木乙女同期出道。工作上不滿夕陽和夜澄對待形象曝光事件的處理方法和態度，但私下裡卻是兩人的粉絲。
加賀崎林檎（聲：小清水亞美）
穿西裝、戴墨鏡很好看的女人。受到周遭人的高度信賴，聲優們也紛紛要求讓她擔任經紀人。
朝加美玲（聲：福圓美里）
電視編劇。性格溫柔和由美子關係很好。儘管她工作速度快，但個人生活卻一團糟。即使在工作中，經常帶著捲髮黑眼圈地走來走去。
川岸若菜（聲：島袋美由利）
由美子的同學兼朋友。對誰都開朗的女孩。不知道由美子是聲優，但兩人總是相處得很融洽。
大出（聲：保村真）
導演。一個40多歲的男人。當他得知夕陽和夜澄就讀同一所高中時，他突然計劃製作一個廣播節目，讓兩人同時出現在鏡頭上。
木村（聲：梅田修一朗）
由美子在學校的同班男同學。動漫迷兼女性聲優的愛好者。他把夕暮夕陽的墊板帶到學校引起同學注意。
高橋結衣
她比由美子和千花小兩歲，是出道第二年的藝人。和夕陽屬於同一聲優公司。她似乎不習慣藝名，所以使用本名而不是藝名，而且她性格開朗誠實。
御花飾莉
今年19歲，比由美子和千花大一歲，但卻是出道一年級的新人。其特點是說話拖沓。因為他不顧家人的反對而成為配音演員，實際上已經被父母斷絕關係。雖然平常個性開朗，但內心卻很膽怯。
雙葉薄荷
雖然她今年11歲，小學5年級，但她已經表演了8年，比由美子和千花要長得多。
羽衣纏
和飾莉一樣，她也是出道第一年的新人，但年紀更大，已經25歲了。

## 出版書籍

### 輕小說
| 卷數 | KADOKAWA | KADOKAWA       | KADOKAWA               | 台灣角川               | 台灣角川       | 台灣角川                                             |
| 卷數 | 副標題   | 發售日期       | ISBN                   | 副標題                 | 發售日期       | ISBN/EAN                                             |
| ---- | -------- | -------------- | ---------------------- | ---------------------- | -------------- | ---------------------------------------------------- |
| 1    |          | 2020年2月7日   | ISBN 978-4-04-913021-8 | 夕陽與夜澄掩飾不了？   | 2021年6月23日  | ISBN 978-986-524-525-2 EAN 471-351013841-0（特裝版） |
| 2    |          | 2020年6月10日  | ISBN 978-4-04-913203-8 | 夕陽與夜澄放棄不了？   | 2021年10月25日 | ISBN 978-986-524-893-2                               |
| 3    |          | 2020年11月10日 | ISBN 978-4-04-913203-8 | 夕陽與夜澄想要突破？   | 2022年5月26日  | ISBN 978-626-321-431-6                               |
| 4    |          | 2021年2月10日  | ISBN 978-4-04-913203-8 | 夕陽與夜澄想幫上忙？   | 2023年6月19日  | ISBN 978-626-352-600-6                               |
| 5    |          | 2021年7月9日   | ISBN 978-4-04-913860-3 | 夕陽與夜澄無法長大？   | 2023年11月8日  | ISBN 978-626-378-162-7                               |
| 6    |          | 2021年12月10日 | ISBN 978-4-04-914132-0 | 夕陽與夜澄想要長大？   | 2024年3月25日  | ISBN 978-626-378-638-7                               |
| 7    |          | 2022年6月10日  | ISBN 978-4-04-914449-9 | 柚日咲芽玖瑠掩飾不了？ | 2024年5月20日  | ISBN 978-626-378-930-2                               |
| 8    |          | 2023年1月7日   | ISBN 978-4-04-914680-6 | 夕陽與夜澄不能輸？     | 2024年12月23日 | ISBN 978-626-400-952-2                               |
| 9    |          | 2023年12月8日  | ISBN 978-4-04-915072-8 |                        |                |                                                      |
| 10   |          | 2024年4月10日  | ISBN 978-4-04-915595-2 |                        |                |                                                      |
| 衍生 | DJCD     | 2024年4月10日  | ISBN 978-4-04-915138-1 |                        |                |                                                      |
| 11   |          | 2024年6月7日   | ISBN 978-4-04-915597-6 |                        |                |                                                      |
| 12   |          | 2024年12月10日 | ISBN 978-4-04-915988-2 |                        |                |                                                      |
| 13   |          | 2025年7月10日  | ISBN 978-4-04-916465-7 |                        |                |                                                      |

### 漫畫
由卷本梅實作畫的漫畫在2020年3月27日至2021年7月27日連載於漫畫雜誌《電擊魔王》，全16話，單行本全3集。
2023年7月15日，宣佈將推出漫畫續作，漫畫家繼續是卷本梅實。
| 卷數 | KADOKAWA      | KADOKAWA               |
| 卷數 | 發售日期      | ISBN                   |
| ---- | ------------- | ---------------------- |
| 1    | 2020年8月26日 | ISBN 978-4-04-913345-5 |
| 2    | 2021年3月27日 | ISBN 978-4-04-913699-9 |
| 3    | 2021年9月27日 | ISBN 978-4-04-914019-4 |
| 4    | 2024年6月26日 | ISBN 978-4-04-915760-4 |
| 5    | 2025年5月27日 | ISBN 978-4-04-916419-0 |

## 迴響
本作為第26屆（2019年）電擊小說大獎得獎作品。截至2021年1月，系列累積發行超過10萬本。截至2022年5月，系列累積發行超過20萬本。本作獲得《這本輕小說真厲害！2022》文庫類別第16位。

## 電視動畫
2022年12月21日，宣佈將獲改編為電視動畫。2023年7月15日，宣佈動畫定於2024年首播，動畫製作公司是CONNECT。
本作雖然早於2020年就已經在內部有過動畫化的計劃，但由於當時未能起用伊藤美來和豐田萌繪為動畫聲優，因此作者二月公拒絕了那次動畫化的提議。

### 製作人員
- 原作：二月公
- 原作插畫：
- 導演：橘秀樹
- 人物設定、總作畫監督：瀧本祥子
- 系列構成：大知慶一郎
- 音樂制作：日本古伦美亚
- 製作：CONNECT[41]

### 主題曲
「Now On Air」
伊藤美來演唱的片頭曲。作詞：，作曲：、編曲：大澤圭一
「STAND BY YOU」
歌種夜澄（伊藤美来）、夕暮夕陽（豐田萌繪）演唱的片尾曲。作詞、作曲、編曲：RYO OGAWA
插曲
（第2話）
主唱：歌種夜澄（伊藤美來）＆夕暮夕陽（豐田萌繪），作詞、作曲、編曲：廣川惠一（MONACA）
（第9話）
主唱：，作詞、作曲、編曲：廣川惠一（MONACA）
（第9話）
主唱：佐藤由美子（伊藤美來），作詞：黑木人生，作曲、編曲：石濱翔（MONACA）
（第9話）
作詞：廣川惠一（MONACA），作曲、編曲：高田龍一（MONACA）

### 各話列表
| 話數 | 日文標題 | 中文標題                 | 劇本       | 分鏡       | 演出            | 作畫監督                                                       | 首播日期       |
| ---- | -------- | ------------------------ | ---------- | ---------- | --------------- | -------------------------------------------------------------- | -------------- |
| #01  |          | 夕陽與夜澄無法隱瞞？     | 大知慶一郎 | 橘秀樹     | 橘秀樹          | 瀧本祥子                                                       | 2024年 4月10日 |
| #02  |          | 夕陽與夜澄與小隊         | 大知慶一郎 | 橘秀樹     | 山本隆太        | 大石健二、、岡野幸男                                           | 4月17日        |
| #03  |          | 夕陽與夜澄與留宿         | 大知慶一郎 | 橘秀樹     | 鈴木真彥        | 林夏菜、豐田涼、高橋晃平、中山和子 Facu Escobedo、studioBANHUI | 4月24日        |
| #04  |          | 夕陽與夜澄無法隱瞞       | 大知慶一郎 | 橘秀樹     | 守田芸成        | 川添亞希子                                                     | 5月1日         |
| #05  |          | 夕陽與夜澄還要繼續？     | 山田由香   | 二瓶勇一   | 守田芸成        | 橋本真希、今里佳子、藤井結                                     | 5月8日         |
| #06  |          | 夕陽與夜澄窮途末路？     | 山田由香   | 杉島邦久   | 山本隆太        | 大石健二、、岡野幸男                                           | 5月15日        |
| #07  |          | 夕陽與夜澄無法放棄       | 山田由香   | 竹之內和久 | 矢野孝典        | 林夏菜、川添亞希子 藁科將斗、今里佳子、日影工房                | 5月22日        |
| #08  |          | 夕陽與夜澄與不爽         | 大知慶一郎 | 柴田匠     | 柴田匠          | 橋本真希、今里佳子、藤井結、日影工房                           | 5月29日        |
| #09  |          | 夕陽與夜澄與聖誕節       | 山田由香   | 橘秀樹     | 守田芸成        | 川添亞希子、藤井結 今里佳子、戶井一樹、橋本真希                | 6月5日         |
| #10  |          | 夕陽與夜澄與芽玖琉與乙女 | 山田由香   | 杉島邦久   | 山本隆太        | 飯飼一幸                                                       | 6月12日        |
| #11  |          | 夕陽與夜澄與錄音         | 大知慶一郎 | 二瓶勇一   | 萩原悠理 山本辰 | 岩永遼太、中山和子、藤井結 今里佳子、橋本真希、藁科将斗        | 6月19日        |
| #12  |          | 夕陽與夜澄想要突破       | 大知慶一郎 | 橘秀樹     | 橘秀樹          | 丹羽信礼、藤井結、永野美春 橋本真希、戶井一樹、古川英樹        | 6月26日        |

### BD
| 卷數 | 發售日期      | 收錄話數       | 規格編號  |
| ---- | ------------- | -------------- | --------- |
| 上   | 2024年7月3日  | 第1話 - 第6話  | COXC-1361 |
| 下   | 2024年7月31日 | 第7話 - 第12話 | COXC-1362 |

## 外部連結
- 電撃文庫特設網站（日語）
- 短篇集《DJCD》連載網站（日語）
- 朗讀劇官方網站（日語）
- 電視動畫官方網站（日語）
- 聲優廣播的幕前幕後的X（前Twitter）（日語）